# OddLot Entertainment
OddLot Entertainment – amerykańska niezależna wytwórnia filmowa założona w 2001 roku przez długoletnich producentów, Gigi Pritzkerę i Deborahę Del Pretę, zajmowała się produkcją i finansowaniem filmów.
Wytwórnia byłą posiadaczem własnego oddziału horrorowego DarkLot Entertainment. W 2015 roku wytwórnia została zamknięta, a jej następcą został Madison Wells Media (obecnie MWM).

## Historia
W 2013 roku OddLot wyprodukowała kinową wersję Gry Endera. Wersja kinowa filmu była rozwijana w takiej czy innej formie przez ponad dekadę, aż do premiery. W tym samym roku OddLot podpisała wieloletnią umowę o dystrybucję i współfinansowanie z Lionsgate. OddLot i Lionsgate współpracowali wcześniej przy produkcji filmów, Ostatni gwizdek i Gra Endera. Współpraca oficjalnie rozpoczęła się od produkcji Bezwstydnego Mortdecaiego, komedii akcji, która została wydana w styczniu 2015 roku.

## Filmografia

### jako DarkLot Entertainment
| Data premiery        | Tytuł                | Uwagi                              | Dystrybutor(zy)     |
| -------------------- | -------------------- | ---------------------------------- | ------------------- |
| 15 marca 2007        | Undead or Alive      |                                    | Image Entertainment |
| 23 października 2007 | Pogrzebana żywcem    |                                    | Dimension Extreme   |
| 10 czerwca 2008      | Żywe piekło          |                                    |                     |
| 25 grudnia 2008      | Spirit – duch miasta | koprodukcja z OddLot Entertainment | Lionsgate           |